# Østerbro Stadion

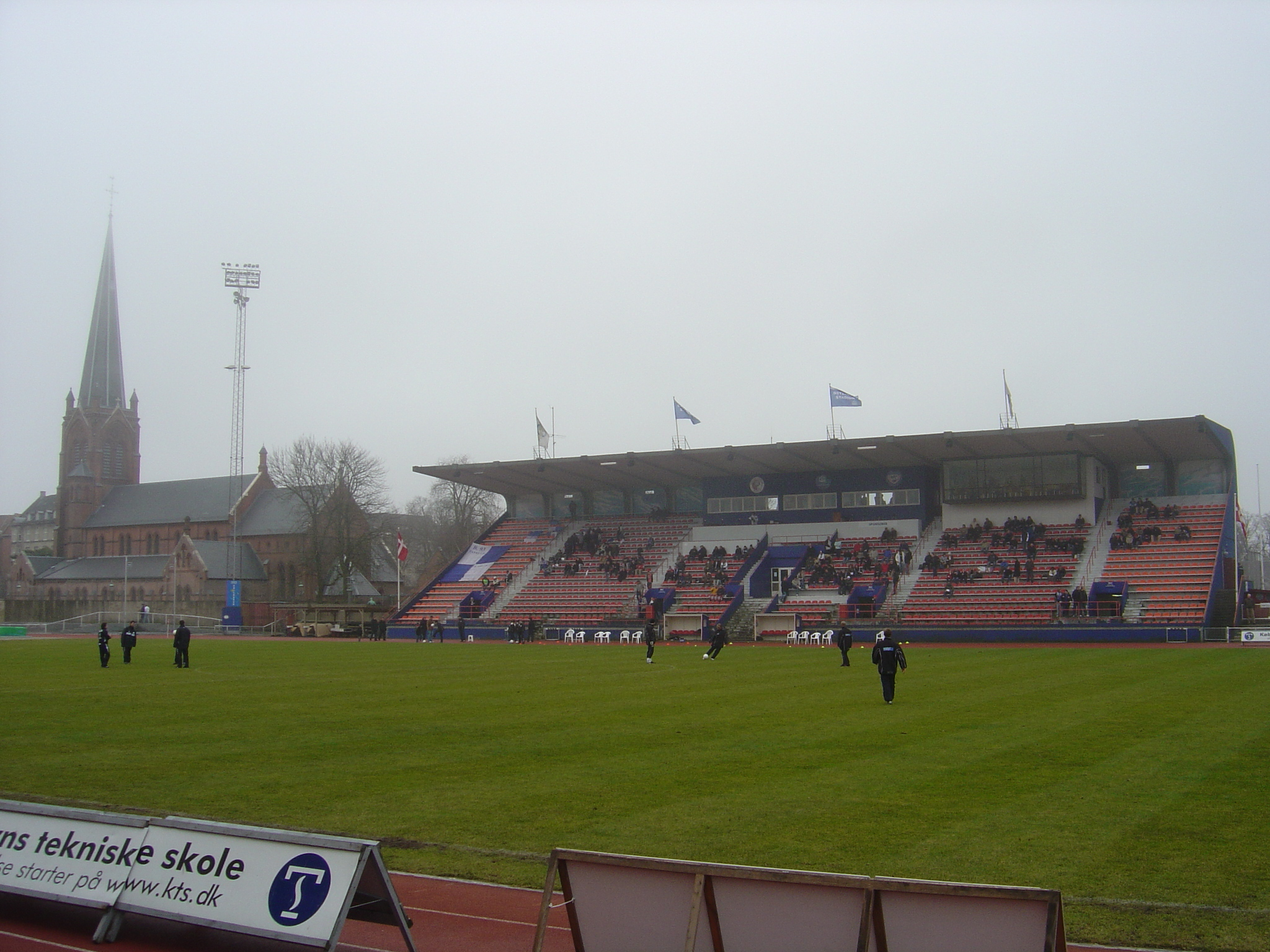
Østerbro Stadions huvudläktare. Till vänster syns Sankt Jakobs Kirke.

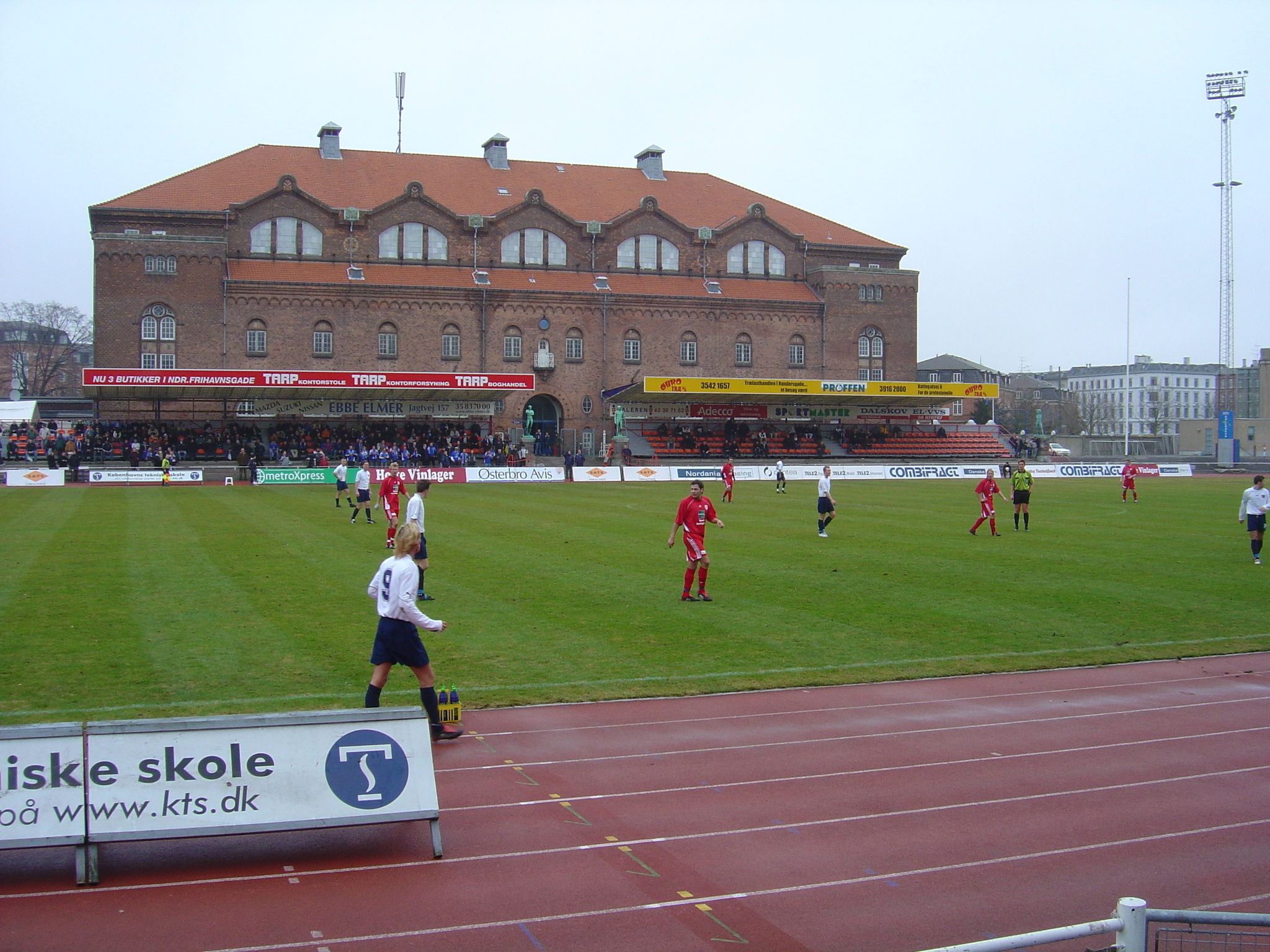
Idrottshuset och andraläktaren.

Østerbro Stadion är ett kombinerad friidrott- och fotbollsstadion på Østerbro i Köpenhamn. Stadion ligger några få meter från Danmarks nationalarena för fotboll, Parken, och har en åskådarkapacitet på 7 000 åskådare, varav 1 700 sittplatser på en stor läktare

## Bakgrund
Østerbro Stadion invigdes 1912 som Danmarks första friidrottsstadion och blev senare ombyggd för att även användas till fotboll. Østerbro Stadion blev uppfört under perioden 1913–1929 som en del av ett större sportkomplex med idrottshall, friidrottsstadion och fotbollsstadion. På 1950-talet blev Østerbro Stadion utbyggd med en stor läktare och 1975 fick man som en av de första stadion i Danmark allvädersbeläggning.
Østerbro Stadion och Idrætshusets är sedan 1912 hemmastadion för friidrottsklubbarna Københavns Idræts Forening och Sparta Atletik samt från 1973 också för Atletikklubben af 1973. Två fotbollsklubbar i de lägra serierna, Boldklubben af 1893 och Boldklubben Skjold har Østerbro Stadion som hemmaplan.